# حددت
حددت أو حججت أو حدديت أو حدتيت، هي إلهة تتخذ شكل العقرب في الدين المصري القديم. تشبه سرقت من جوانب عديدة، ولكنها اندمجت في الفترات اللاحقة مع إيزيس. كانت تُصوَّر برأس عقرب، تُرضع طفلاً. ورد ذكرها في كتاب الخروج للنهار.